# Thomas N’Kono
Thomas N’Kono (ur. 20 lipca 1955 w Dizangue) – kameruński piłkarz, były bramkarz reprezentacji Kamerunu. Został legendą kameruńskiej Reprezentacji Narodowej i dzięki świetnym występom w bramce Kamerunu stał się najlepszym bramkarzem Afryki. Grał 3 mecze na mistrzostwach świata w 1982 roku i cztery na mistrzostwach świata w 1990. Na mistrzostwach świata w 1994 zastąpił go Joseph-Antoine Bell. Obecnie jest trenerem bramkarzy w Espanyolu.

## Sukcesy
- Kamerun: 
  - Mistrzostwo Afryki: 1984
  - Ćwierćfinał MŚ: 1990
- Tonnerre Jaunde: 
  - Mistrzostwo Kamerunu: 1981, 1982
  - Puchar Kamerunu: 1981, 1982
- RCD Espanyol: 
  - Finał Pucharu UEFA: 1988